# Maurupt-le-Montois
Maurupt-le-Montois is een gemeente in het Franse departement Marne (regio Grand Est) en telt 556 inwoners (1999). De plaats maakt deel uit van het arrondissement Vitry-le-François.

## Geografie
De oppervlakte van Maurupt-le-Montois bedraagt 18,3 km², de bevolkingsdichtheid is 30,4 inwoners per km².
De onderstaande kaart toont de ligging van Maurupt-le-Montois met de belangrijkste infrastructuur en aangrenzende gemeenten.

## Demografie
Onderstaande figuur toont het verloop van het inwonertal (bron: INSEE-tellingen).